# ریزن (مجله)
ریزن  (به انگلیسی: Reason) یک مجلهٔ ماهیانهٔ لیبرترین آمریکایی است که از سوی بنیاد ریزن منتشر می‌شود. تیراژ این مجله ۵۰۰۰۰ نسخه است. ریزن در سال‌های ۲۰۰۳ و ۲۰۰۴ از سوی شیکاگو تریبیون به عنوان یکی از ۵۰ مجلهٔ برتر آمریکا معرفی شده است.
در دهه ۱۹۷۰ میلتون فریدمن، فریدریش آوگوست فون هایک، توماس ساس و تامس سول. از نویسندگان این مجله بودند.